# Сельджуцька архітектура

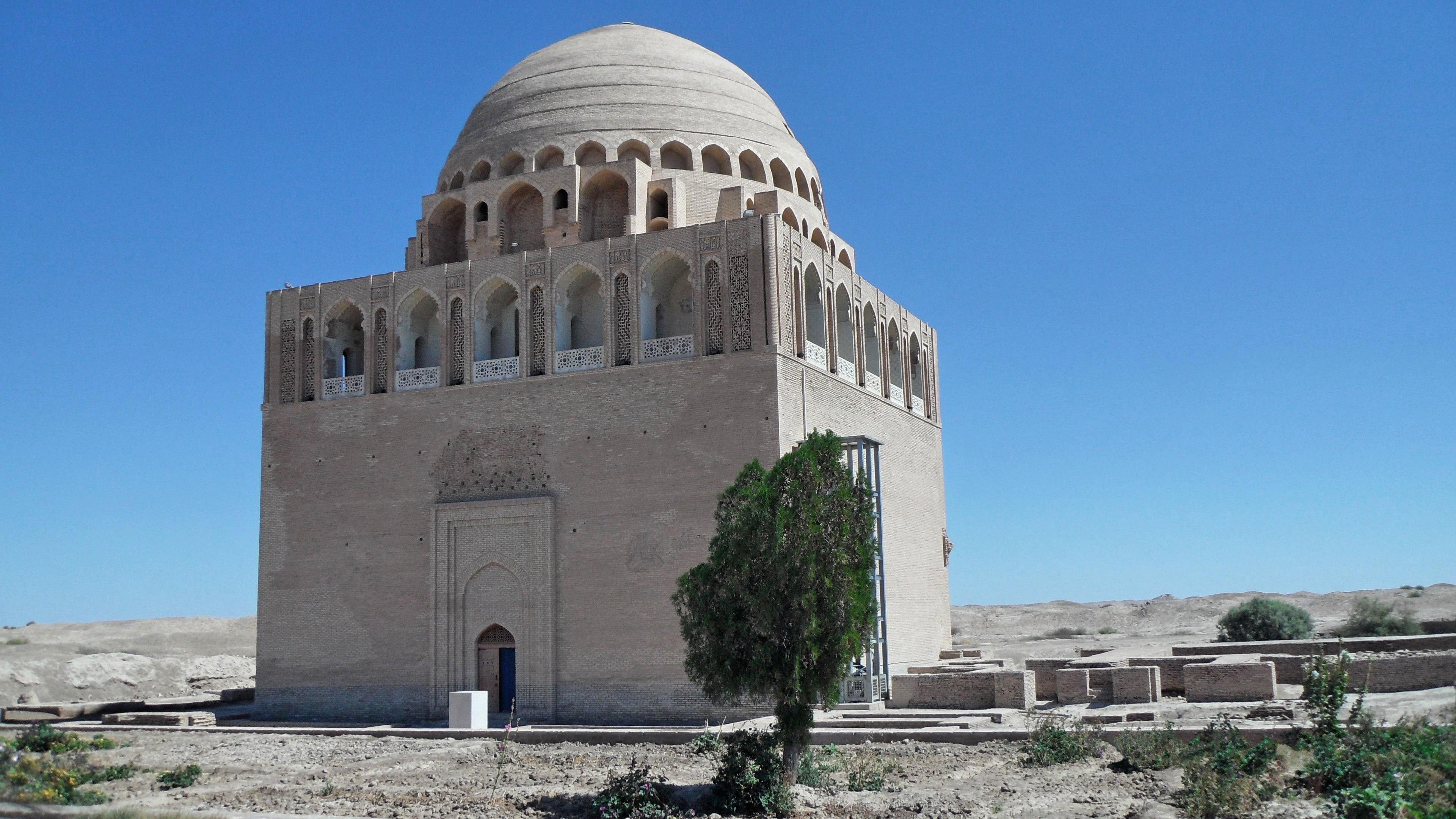
Могила Ахмеда Санджара, Мерв, Туркменістан

Сельджуцька архітектура охоплює будівельні традиції, що використовували сельджуки, коли керували більшою частиною Близького Сходу та Анатолії протягом XI–XIII століть. Після XI століття Конійський султанат вийшов з Великої імперії сельджуків, розвивши власний архітектурний стиль, увібравши в собі елементи вірменської, візантійської та перської архітектурної традицій.

## Архітектура Великої імперії Сельджуків
Сельджуцькі архітектурні елементи можна знайти на величезній території, що тягнеться від Гіндукуша до східної Анатолії та від Середньої Азії до Перської затоки. Батьківщиною цієї будівельної традиції були землі сучасного Туркменістану та Ірану, де побудовані перші постійні будівлі сельджуків. Однак монгольські навали та землетруси знищили більшість цих будівель і залишилось лише деякі. У 1063 році Ісфаган був заснований як столиця Великої імперії сельджуків при Алп-Арслані.

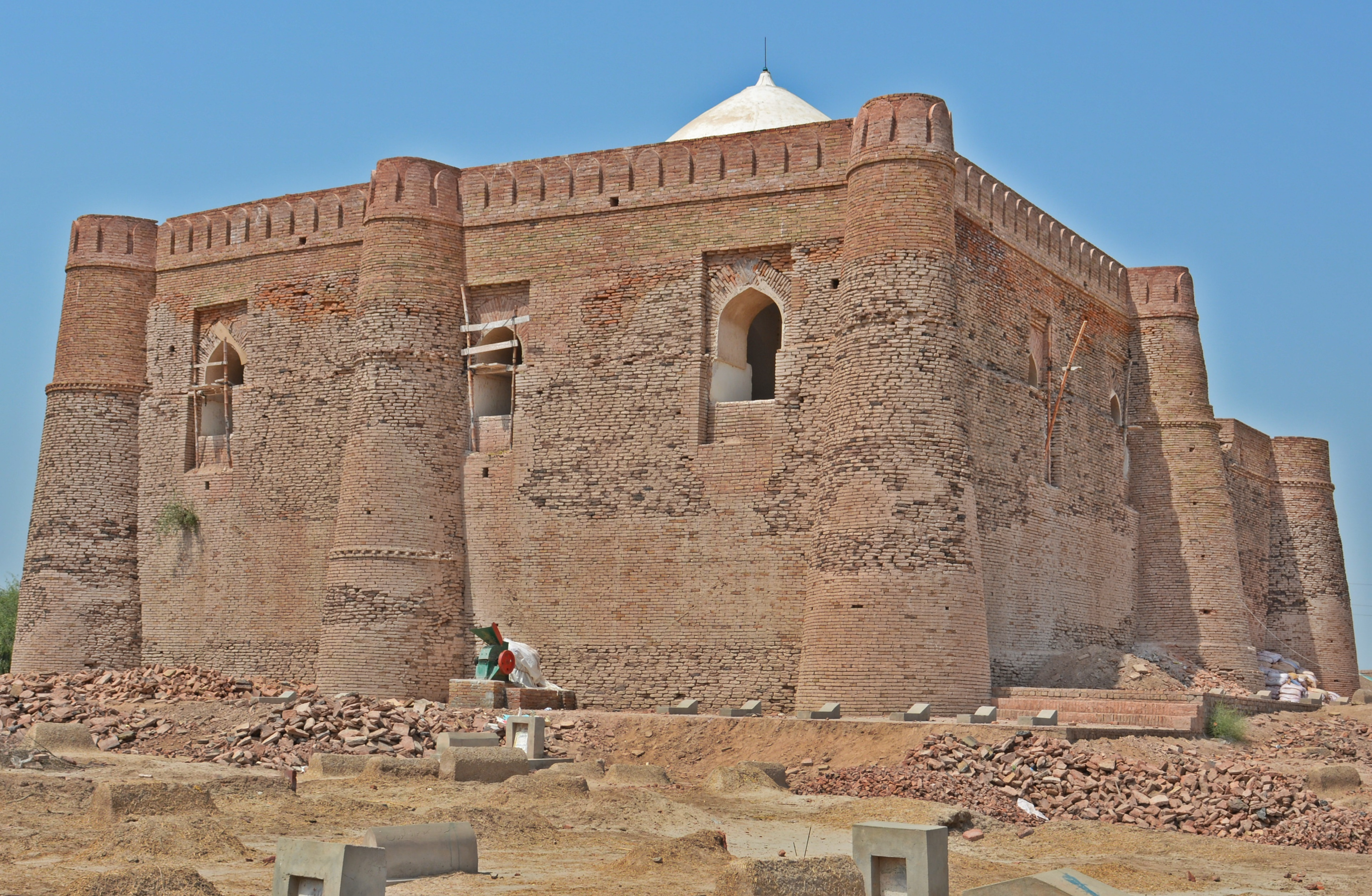
Святиня Халіда ібн аль-Валіда в центральному Пакистані має характерні риси сельджуцької.

Найбільш істотною відмінністю, впровадженою на початку дванадцятого століття, було зміна плану мечетей, в який додалися чотири айвани. Ще один тип мечеті, запроваджений в цей час — це мечеть-кіоск (від тур. köşk — павільйон), що складається з куполоподібного простору з трьома відкритими сторонами та стіни, що містить міхраб з боку Кібли. Архітектура цього періоду також характеризувалися гробницями, у вигляді восьмикутних структур з куполоподібними дахами, так званих кюмбет або тюрбе. Вражаючий приклад поховальної архітектури — мавзолей султана Санджара в Мерві, масивна споруда площею 27 м2 з величезним подвійним куполом, з тромпами і мукарнами.
У Сирії та Іраку збережені пам'ятки представлені медресе та гробницями. Такі медресе, як Мустансірія в Багдаді або Муристан в Дамаску, були побудовані за планом з чотирьох айванів, тоді як для гробниць були характерні конічні куполи мукарни. У святині Халіда Валіда на півдні Пакистану спостерігають типові архітектурні елементи сельджуків, які були введені в регіон через Центральну Азію. 
Деякі приклади архітектури імперії сельджуків: 
- Могила Ахмеда Санджара
- Вежі Харракан

## Архітектура анатолійських сельджуків

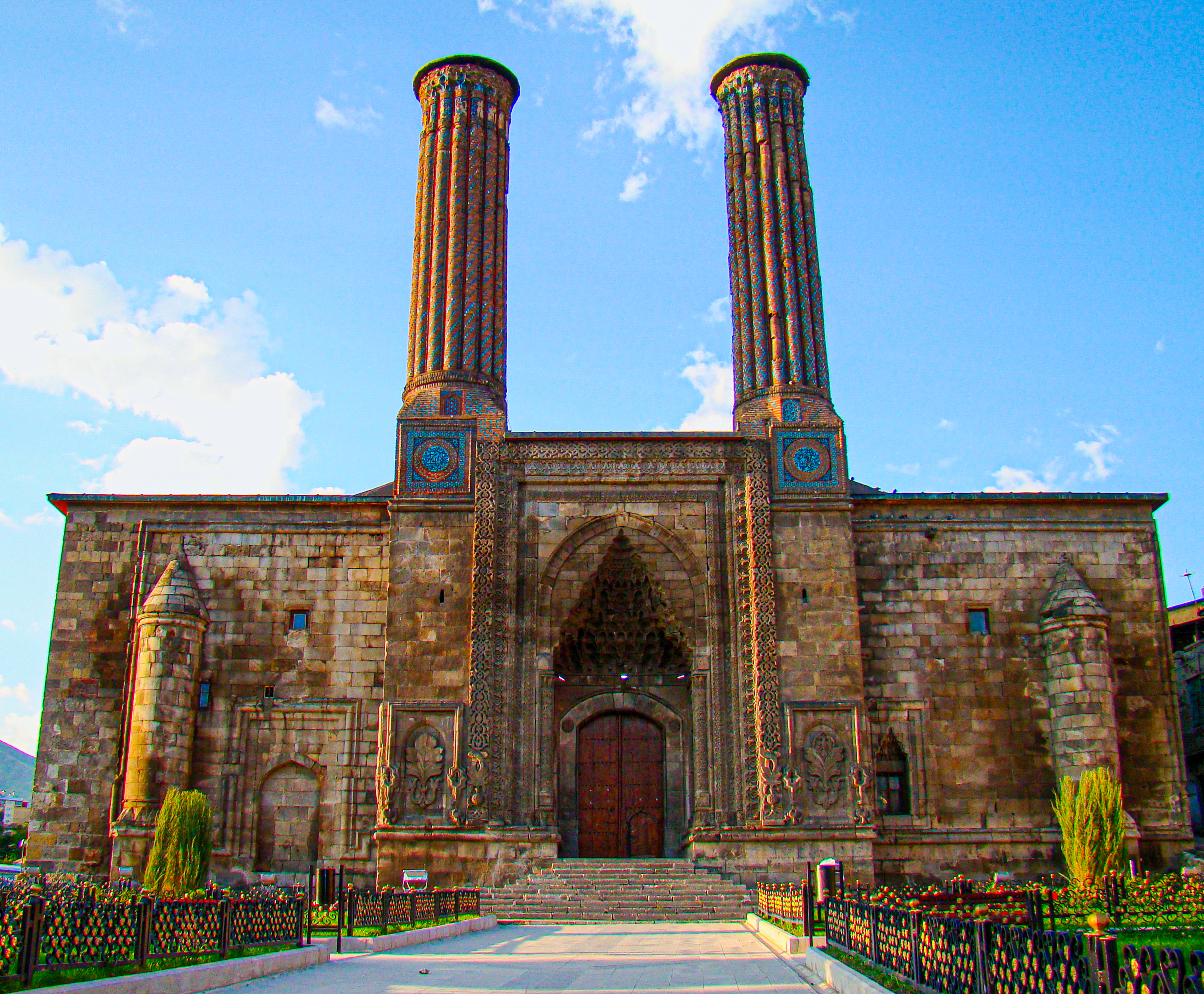
Çifte Minareli Medrese в Ерзурумі

Найбільша кількість збережених пам’яток сельджуків знаходиться в Анатолії. Конійський султанат побудував монументальні кам'яні споруди вишуканого мінімалістичного дизайну та гармонійної пропорції, здебільшого дуже прості, але зі сплесками витонченого декору навколо дверних прорізів. 
У будівництві караван-сараїв, медресе та мечетей, анатолійські сельджуки перевели іранську архітектуру з цегли та штукатурки у кам'яну. Серед них особливо примітними є караван-сараї (або хани), які використовувались як зупинки, торгові пости та оборону для караванів. Близько сотні таких споруд було збудовано за період анатолійських сельджуків. Поряд з перськими мотивами, які мали незаперечний вплив, на архітектуру сельджуків також впливали вірменська архітектура. Зустрічаються як мусульманські архітектори, що походять з історичної Вірменії, так і безпосередньо вірменські архітектори та будівельники. Як така, анатолійська архітектура репрезентує одні з найвизначніших та вражаючих будівель у всій історії ісламської архітектури. Пізніше ця анатолійська архітектура зустрічається у Султанатській Індії. 
Більшість творів анатолійських сельджуків — з каменю та цегляними мінаретами. Використання каменю в Анатолії є найбільшою відмінністю від будівель сельджуків в Ірані, які виготовлені з цегли. У будівлях часто використовують мукарни (сталактитові склепіння). У Конійському султанаті двір часто критий від холодних і сніжних зим Анатолійського плато. Отже, деякі медресе (богословські семінарії), такі як Медресе з двома мінаретами в Ерзурумі, мають відкритий двір, а інші, наприклад, медресе Каратая в Коньї, критий двір. 

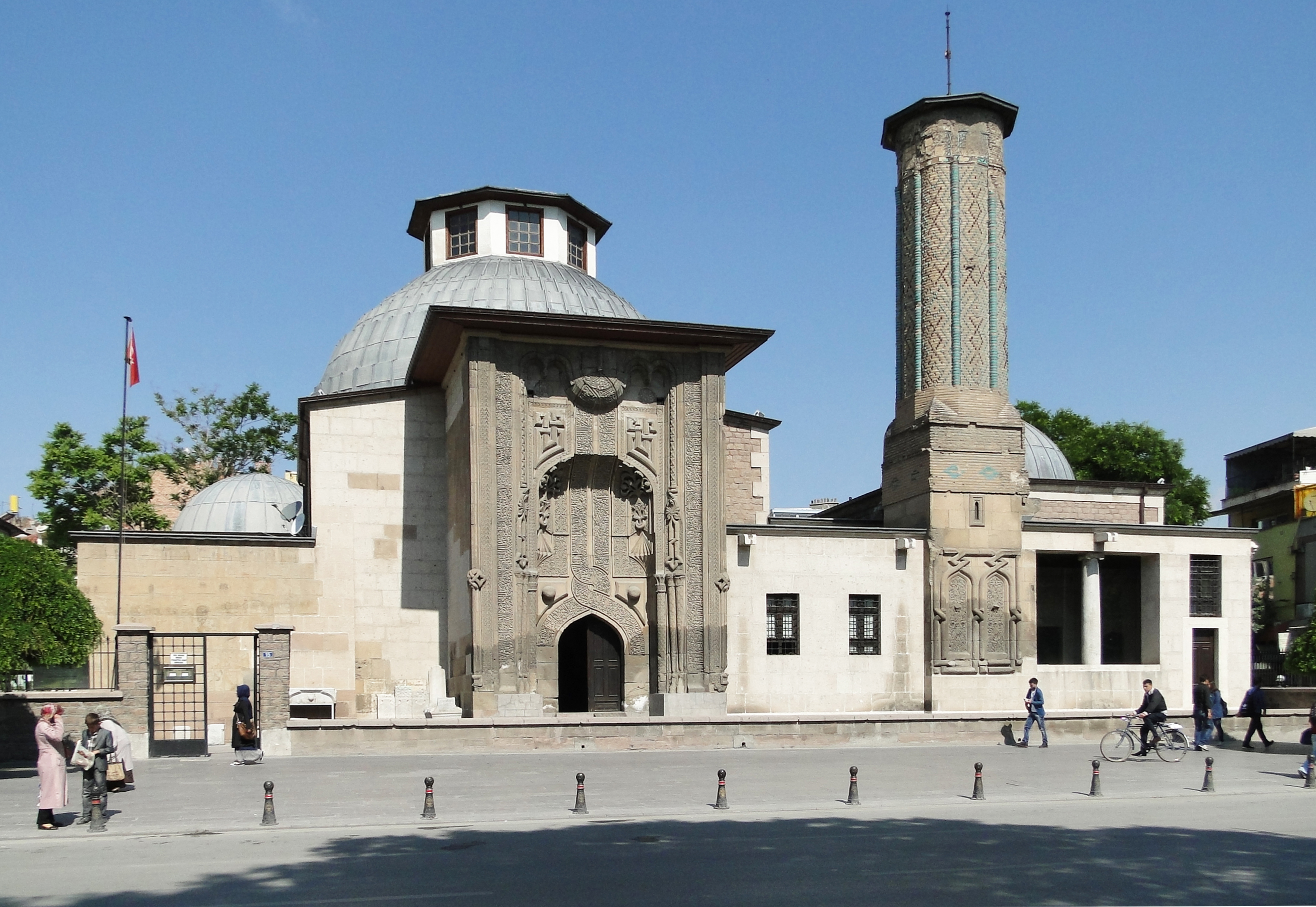
Ince Minaret Medrese в Коньї

Конья, столиця сельджуків та інші великі міста — Аланія, Ерзурум, Кайсері, Сівас — зберігають важливі приклади сельджуцької архітектури. Проте вона зустрічається майже в будь-якому анатолійському місті чи містечку, особливо в Центральній та Східній Анатолії. Влада сельджуків поширювалась (на короткий час) аж до берегів Егейського моря, тому навіть у містечку Сельчук, поруч з Ефесом, на південь від Ізміра, є сільджукські тюрбе (гробниці). Великі караван-сараї, або хани, є одними з найкращих і найхарактерніших для будівель-сельджуків. Побудовані у XIII столітті для заохочення торгівлі по всій імперії, кілька десятків з них лишилися у хорошому стані. 
Після монгольських навалів середини XIII століття багатство та могутність імперії сельджуків зменшилися. Характерні приклади - госпіталь в Амасьї, і «Мечеть Сунгур Бей» в Нігде. Одним з останніх архітектурних починань сельджуків була гробниця 'Ісмат аль-Дуня ва 'л-Дін ібінт аль-Малік аль-Аділ, побудована її дочками після 1243 року. 

## Типологія архітектури анатолійських сельджуків
| Тип           | Тип (Турецька назва) | Приклад                    |
| ------------- | -------------------- | -------------------------- |
| Мечеть        | Cami                 | Мечеть Аладдіна            |
| Медресе       | Medrese              | Медресе з двома мінаретами |
| Кюмбет        | Kümbet               | Дьонер Кюмбет              |
| Караван-сарай | Kervansaray          | Султан Хан                 |
| Лікарня       | Darüşşifa            | Велика мечеть Дівричі      |
| Міст          | Köprü                | Аккьопру                   |
| Палац         | Saray                | Палац Кубадабад            |
| Замок         | Kale                 | Замок Аланія               |
| Верф          | Tersane              | Кізил Куле                 |

## Галерея

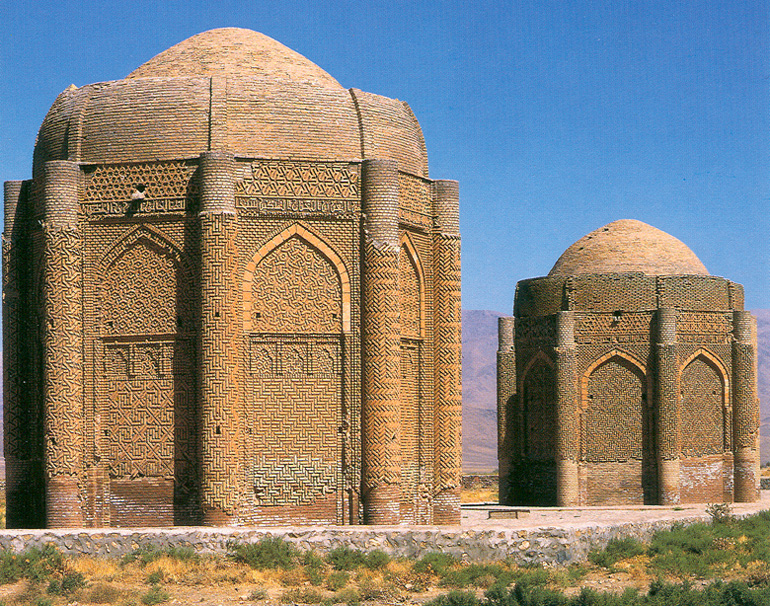
Вежі Харракан в Рей (місто), Іран — поховання князів Сельджуків
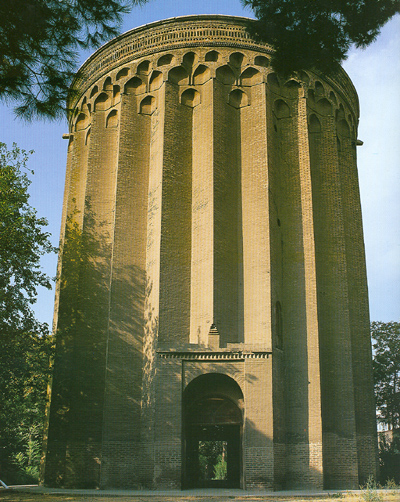
Башта Тугрул, пам’ятник XII століття в Рей (місто), Іран, вшанування пам'яті монарха сельджуків Тогрул-бека
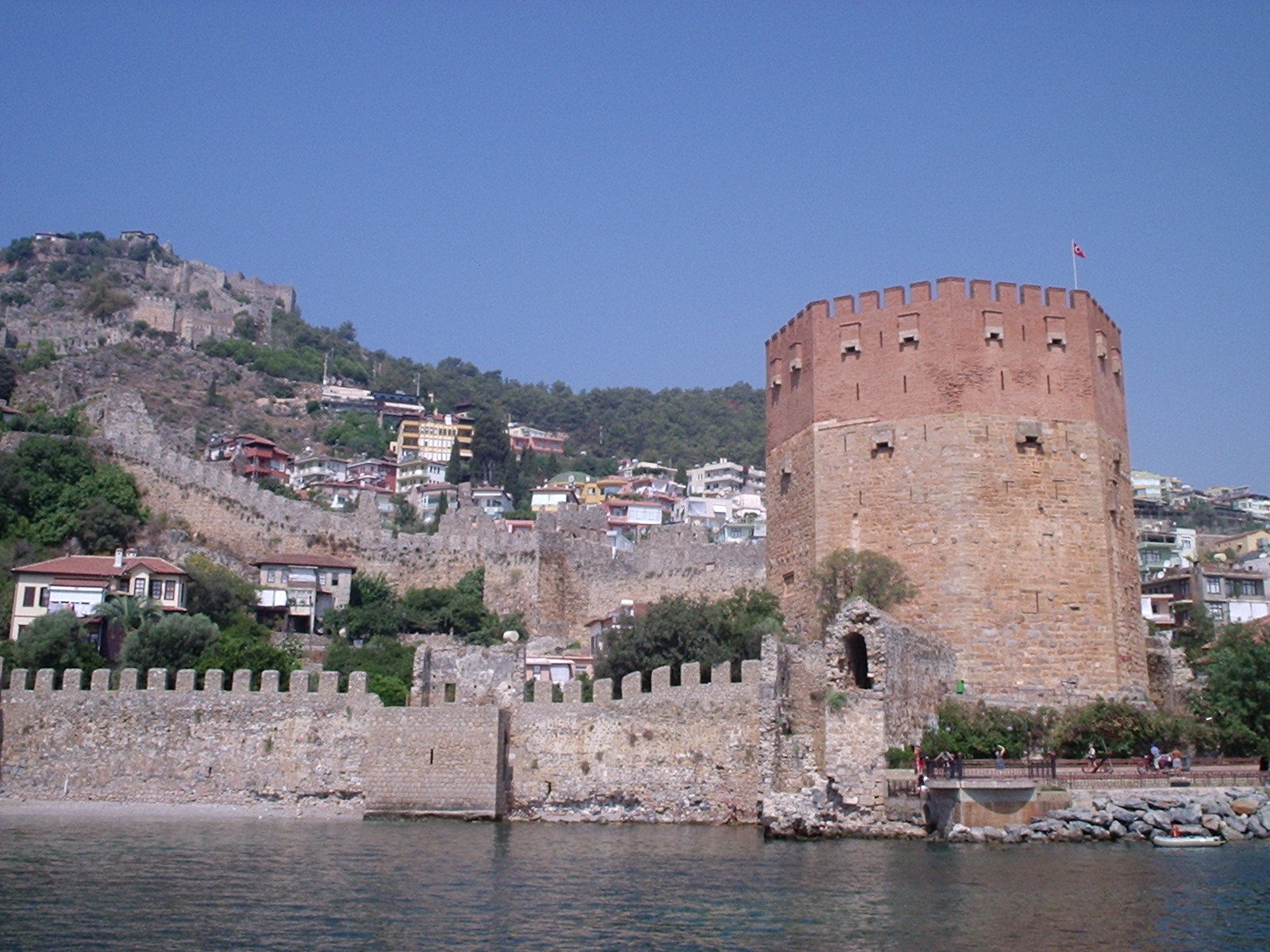
Кизил Куле (Kızıl Kule), побудована у 1221—1226 рр. Кей-Кубадом I, Аланія, Туреччина
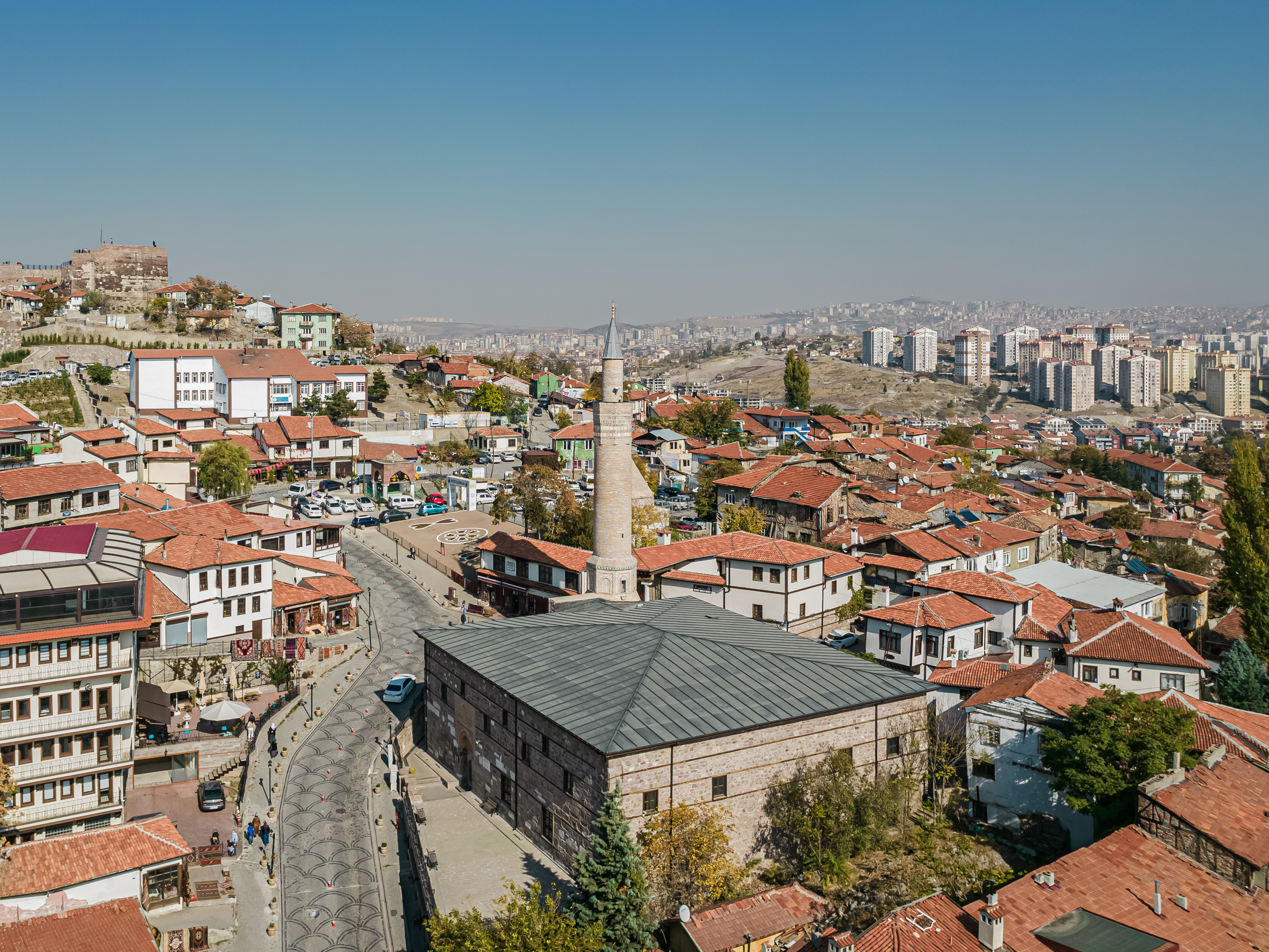
Мечеть Асланхане в Анкарі, споруджена в XIII столітті
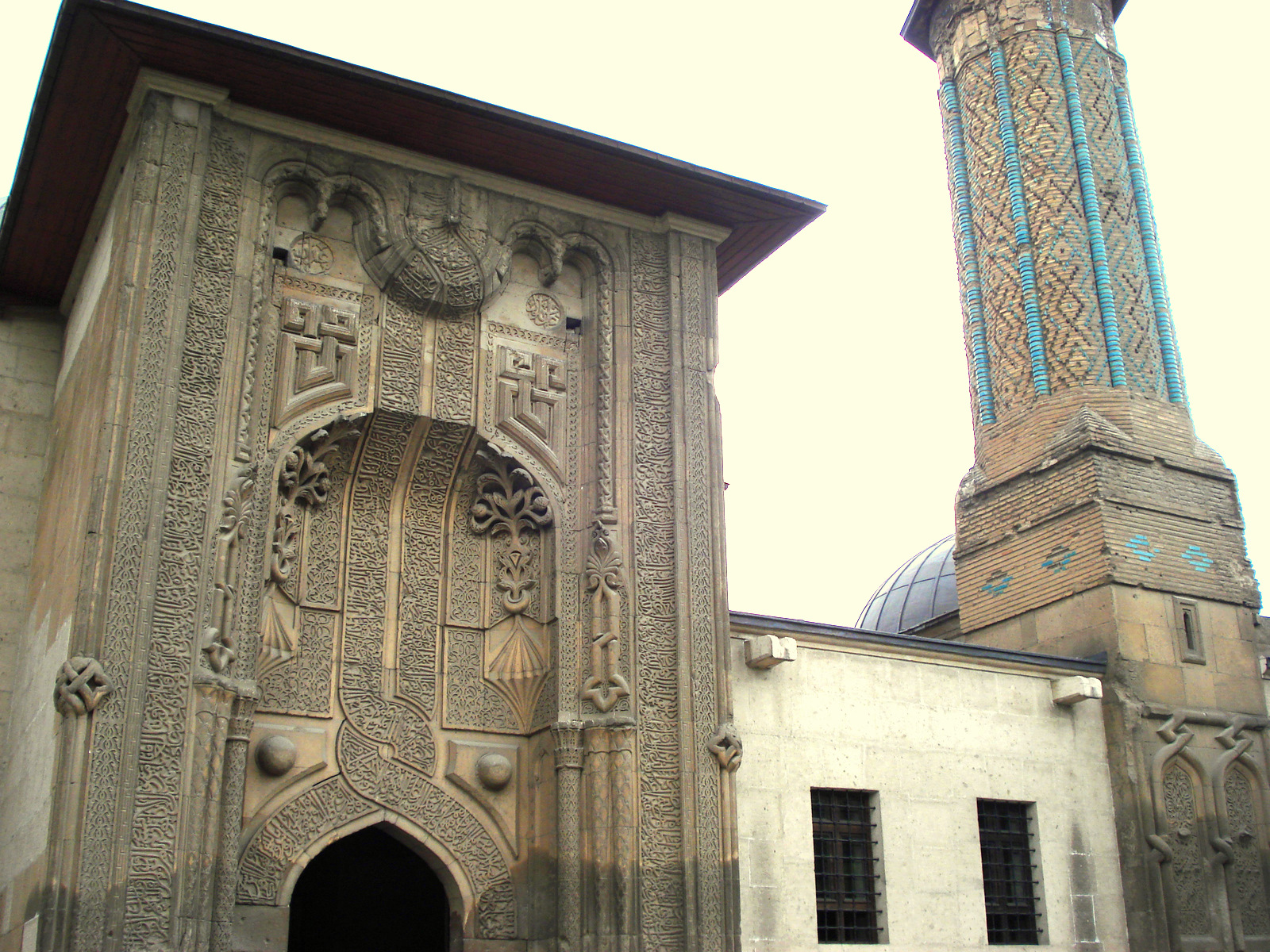
Інсе Мінарет (Ince Minaret Medrese), медресе (школа) XIII століття, розташована в Коньї, Туреччина
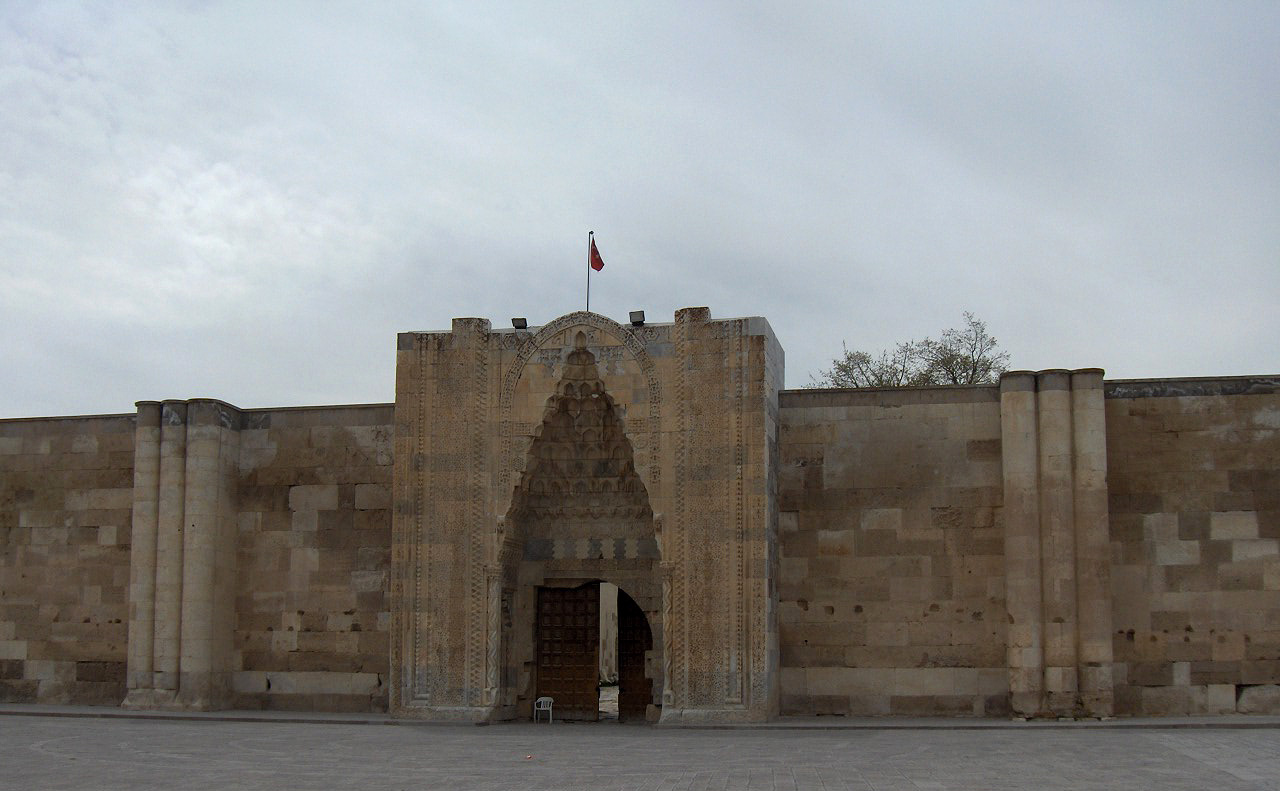
Монументальний вхід в Султан хани, караван-сараї, побудований в 1229 році в Аксараї, Туреччина, під час правління Кей-Кубада I
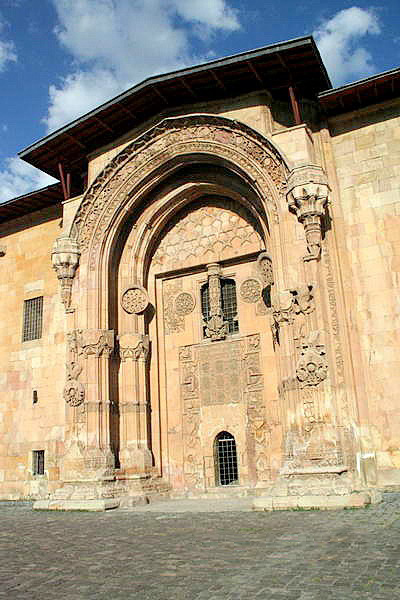
Портал Darüşşifa, Велика мечеть і лікарня у Дивриї, Туреччина
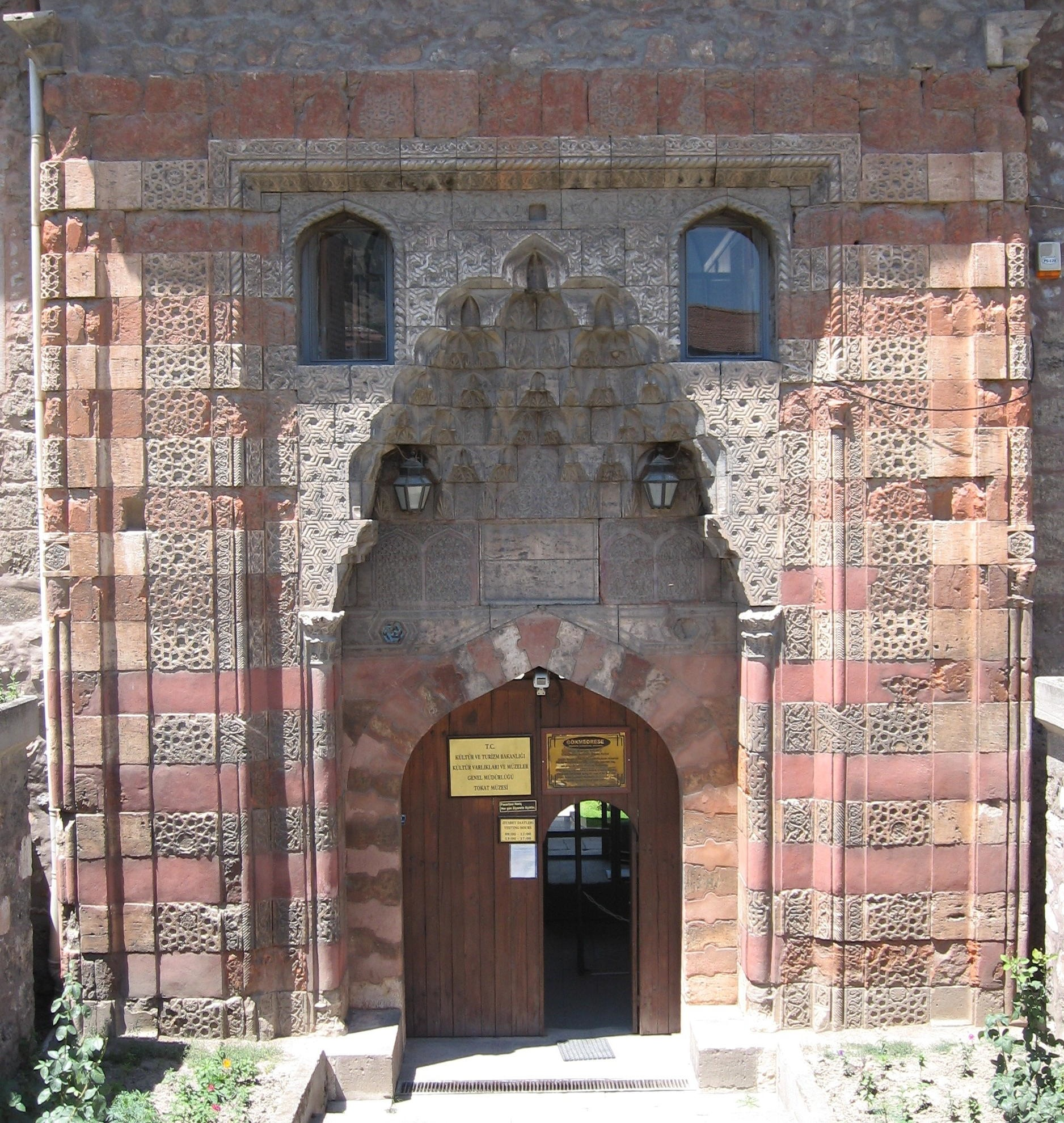
Фасад Медресе Ґьок в Токаті, Сівас, Туреччина, збудувана близько 1270.
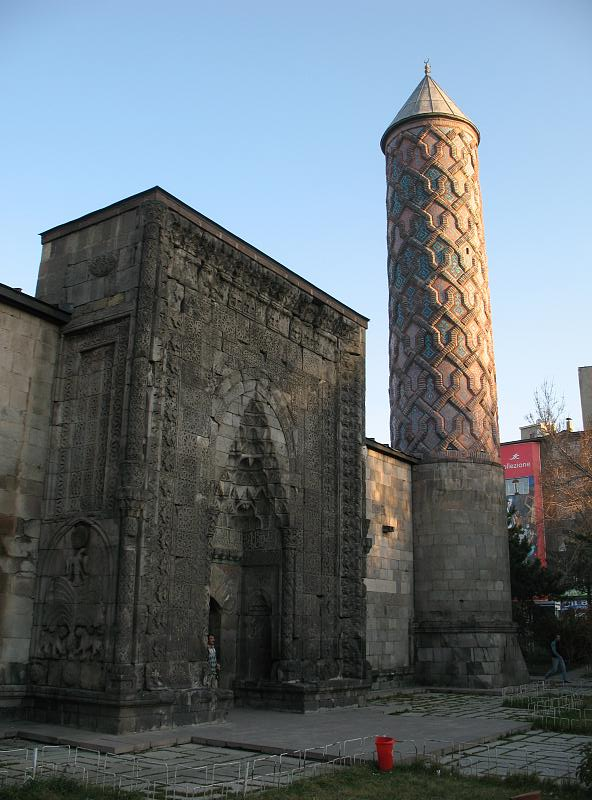
Якутіє медресе побудоване у 1310 р. Ерзурум. Туреччина
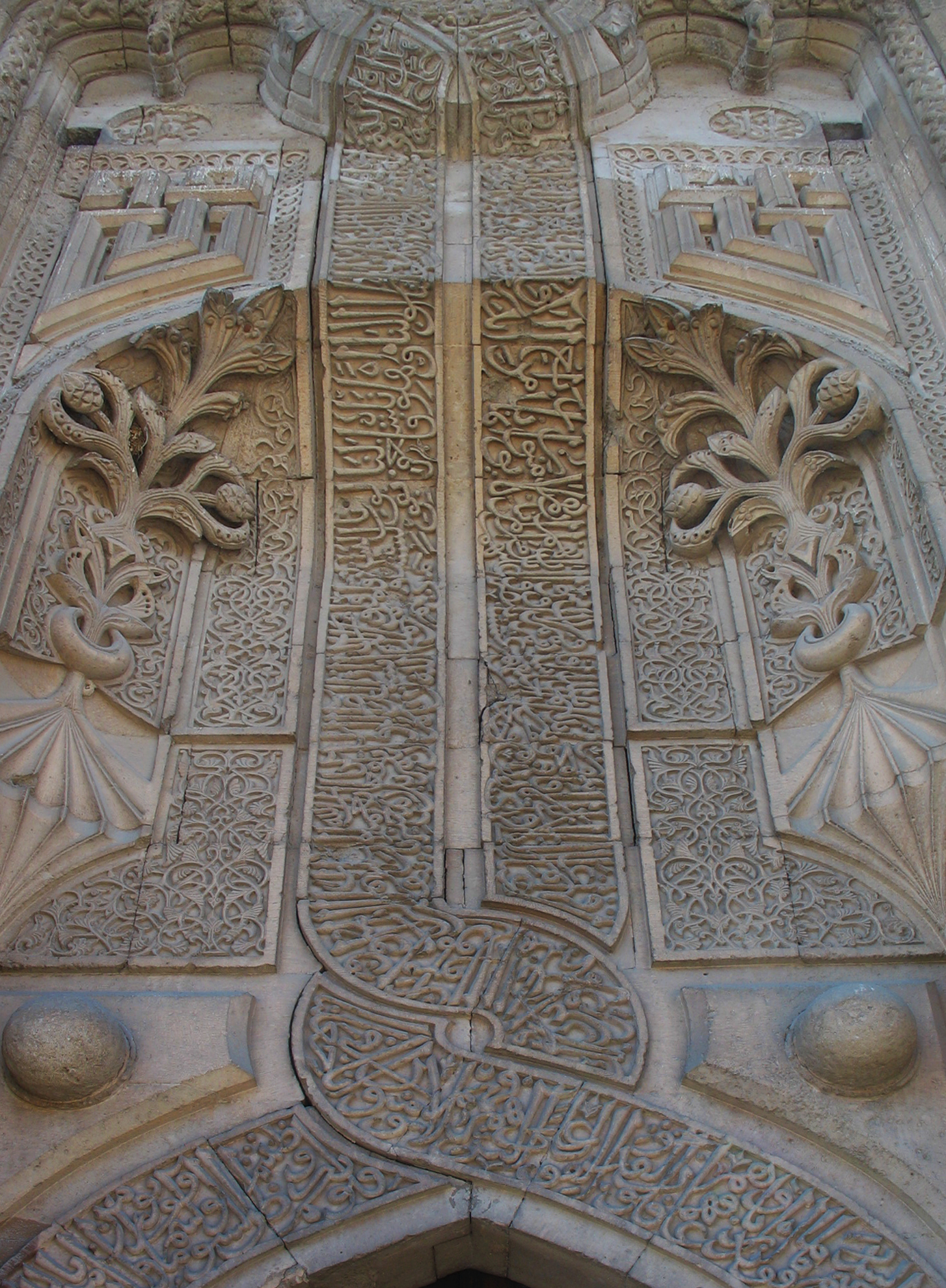
Орнамент кам'яного фасаду входу,Інсе мінарет медресе[en], Конья.
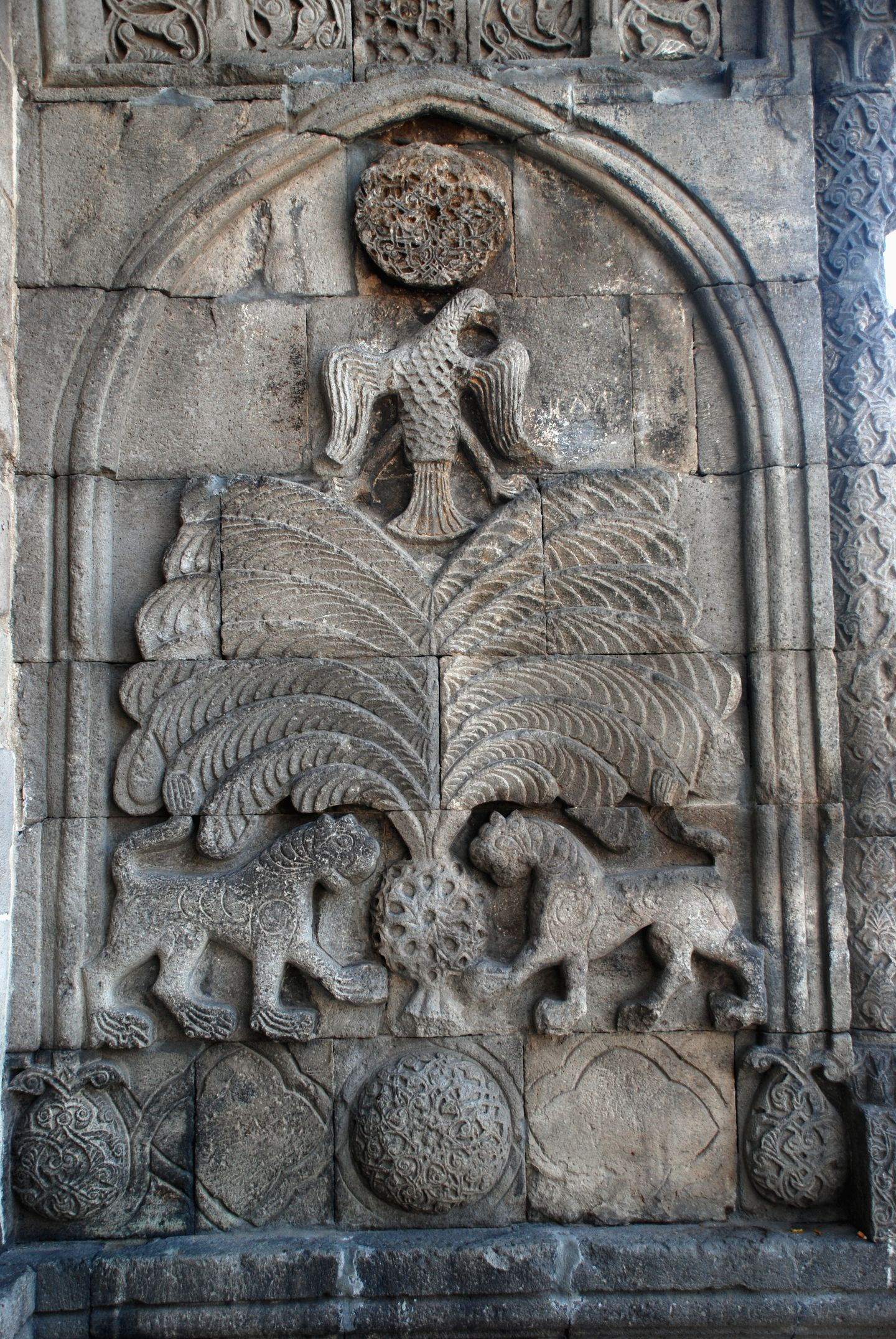
Деталі Якутіє медресе.
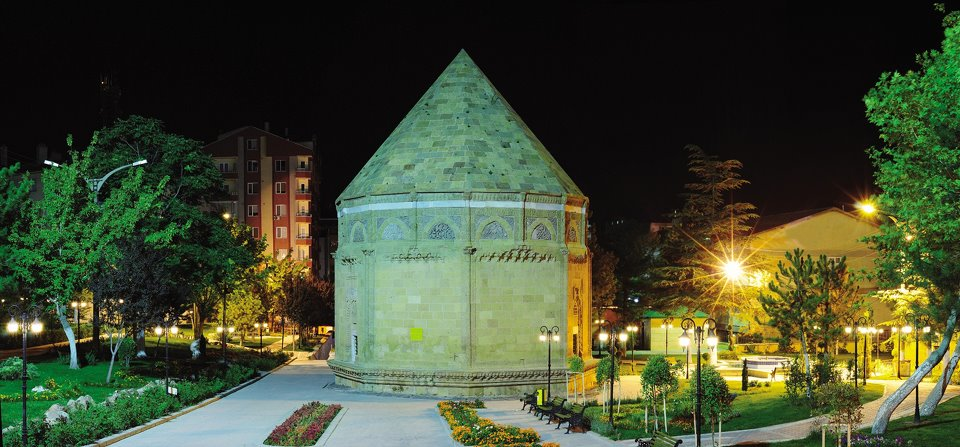
Кюмбет Hudavend Hatun.
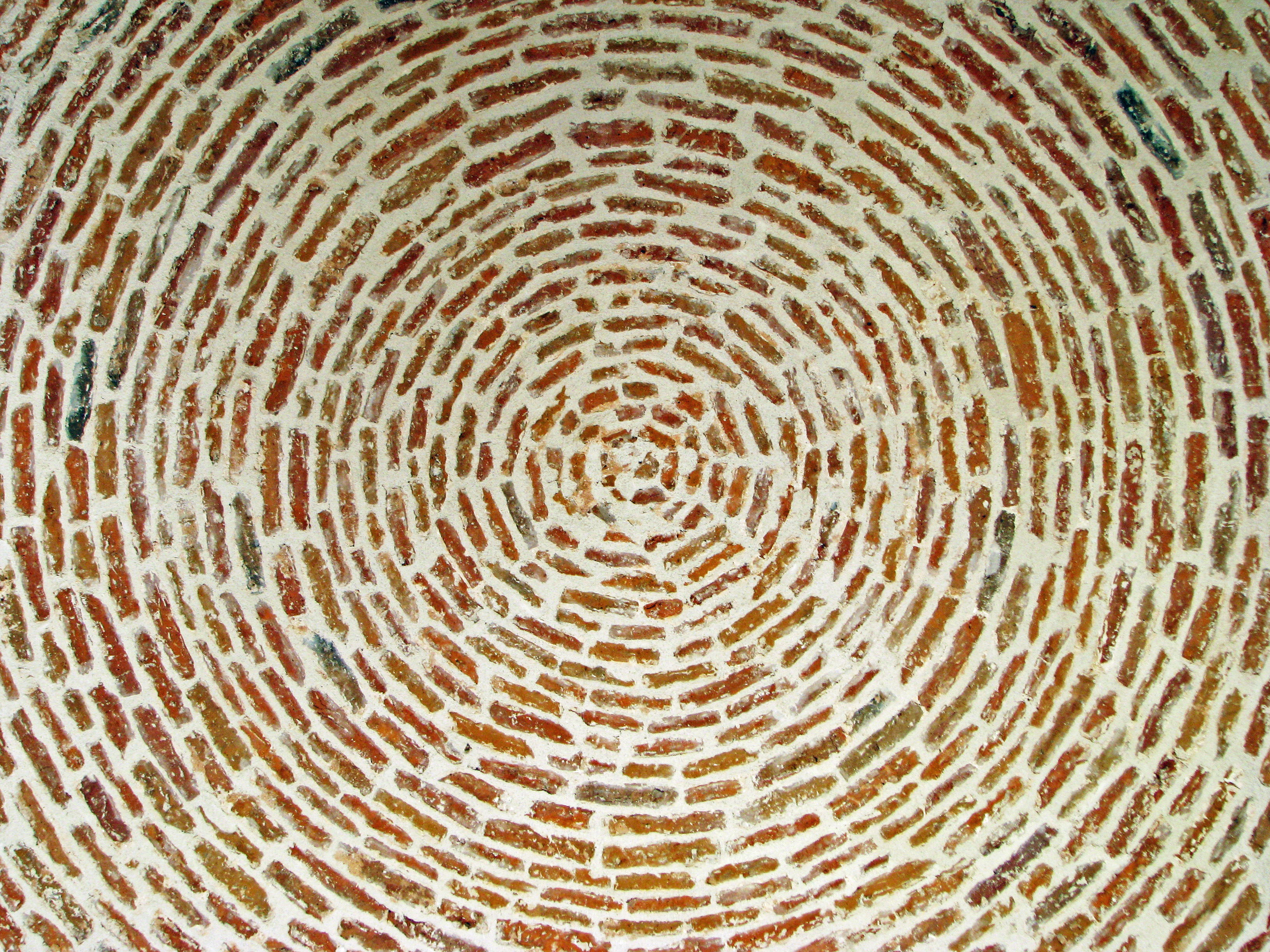
Мечеть Сулейманія. Аланія.